# گنبد نمکی مادر، درگز هرمزگان
گنبد نمکی مادر، درگز هرمزگان در ۹۵ کیلومتری شمال شهر بندرعباس قرار دارد. در موقعیت شمال شرقی تا قسمت جنوب شرقی این گنبد، روستای درگز هرمزگان و در شمال غربی آن روستای خرسین و همچنین در جنوب این گنبد روستای چاکل قرار گرفته‌است. این گنبد نمکی از نوع گنبد نمکی متقارن بوده و شکل دایره‌ای به خود گرفته و از نمای بالای آسمان و همچنین در نقشه ماهواره‌ای، این گنبد شبیه به سر یک انسان می‌باشد و همچنین به دلیل دارا بودن جاذبه‌های توریستی از جمله غارهای نمکی، آبشارهای نمکی، یخچال‌های طبیعی نمکی، چشمه‌های نمکی متعدد، بلورهای نمکی زیبا، قندیل‌های ملقب به گل کلم، پوشش گیاهی نادر در بالای گنبد، و همچنین به دلیل استقامت بام این گنبد در برابر فشارهای داخلی نمک به سطح گنبد، بام این گنبد هیچ تغییری نکرده و صاف و هموار می‌باشد و فقط در گرداگرد این گنبد می‌توان آثار و پدیده کارست، از جمله فروچاله‌ها و دره‌های کارستی و غارها را مشاهده کرد.
به دلیل زیبایی‌هایی چون غارهای نمکی، آبشارهای نمکی،  سفره‌های نمکی،  یخچال‌های طبیعی و همچنین استقامت بام این گنبد در برابر فشارهای هسته نمک از داخل گنبد بام این گنبد هیچ تغییری نسبت به گرداگرد گنبد نکرده و مرکز آن صاف و مسطح می‌باشد  با این تفاصیل ، این گنبد با توجه به خصوصیات زمین شناسی، به اسم مادر نامگذاری شده‌است.